# Novadriver
Novadriver war eine US-amerikanische Stoner-Rock-Band aus Detroit, Michigan.

## Geschichte
Im Jahre 2001 veröffentlichte Novadriver ihr erstes Album Void, welches sich musikalisch an die Stilrichtung Heavy Metal der frühen 1970er Jahre anlehnt und den Zuhörer auf eine interstellare Reise einlädt. Vier Jahre hiernach, nachdem der Sänger und Keyboarder Mark Metiers die Musikgruppe verlassen hatte, um sich anderen Interessen zu widmen, gelangte 2005 das Album Deeper High, nunmehr wieder mit dem zurückgekehrten Mark Metiers sowie verstärkt durch die Gitarristin Eli Ruhf, in den Handel. Stilistisch lässt sich die zweite Albumveröffentlichung nahe dem Stoner Rock der späten 1990er Jahre einordnen. Mit Beendigung der Aufnahmen zu Deeper High verstarb der Songwriter und Bassist James B. Anders unerwartet, sodass die Band nunmehr vor der schweren Herausforderung stand, die von ihm hinterlassene Lücke schließen zu müssen.

## Diskografie
Alben
- 2001: Void (Small Stone Records)
- 2005: Deeper High (Small Stone Records)[4]